# Сопочани
Манастирът Сопочани се намира на 16 km западно от Нови пазар, и северно непосредствено над извора на река Рашка. Част е от средновековния комплекс Стари Рас поставен в списъка на световното културно и природно наследство на ЮНЕСКО. Манастирът е посветен на Света Троица.

## Име
Етимологията на името произлиза от Сопот, т.е. извор..

## История
Основан е от крал Стефан Урош I близо до областта в сърцето на държавата Рашка – Стари Рас над извора на едноименната река. Източно от манастира се намира средновековното Търговище, а западно, след изкачване, започва сръбския Пещер.
Манастирската църква е построена през 1260 г. В средата на 14 век към нея е добавена камбанария. В манастира са погребани някои от членовете на династията Неманичи. Фреските които красят църквата са датирани около 1270 г.

## Архитектура и изкуство
Архитектурата на манастира е в рашки стил. Екстериорът е в типичния романски стил характерен за рашката школа. Уникална е формата на базиликата – апсида под формата на полукръг. Стенописите създадени в периода 1263 – 1268 г. изобразяват членовете на кралската династия на Неманичите – ктитора, кралицата майка, Стефан Неманя. Стефан Първовенчани и Стефан I Урош са показани с умалени модели на ктиторските им църкви в ръце. Фреските около олтара са по-късни. На тях са изобразени ктитора със синовете си Драгутин и Милутин, както и останалите членове на кралското семейство. Фреските в купола на църквата са изографисани последни. На тях са изобразени смъртта на Стефан Неманя и преноса на мощите му в манастира Студеница. Стефан Душан е представен със съпругата му Елена Българска и малкия Стефан Урош V.

## Значение
Някои от фреските в църквата са особено ценен палеологов ренесанс, поради и което манастира е включен още през 1979 г. в списъка на световното културно наследство на ЮНЕСКО.